# Joan Sutherland
Pour les articles homonymes, voir Sutherland.
Joan Sutherland est une cantatrice australienne, née à Sydney le 7 novembre 1926 et morte aux Avants (Suisse) le 10 octobre 2010.
Cette soprano, surnommée « La Stupenda » (« la stupéfiante ») en raison de sa technique virtuose exceptionnelle, s'est rendue célèbre notamment par sa contribution au renouveau du bel canto à partir du milieu des années 1950. Elle était mariée au chef d'orchestre Richard Bonynge.
Ses enregistrements se composent d'une gamme extraordinairement variée de morceaux qui ont beaucoup contribué à faire mieux comprendre au monde de l'opéra qu'elle n'était pas une soprano ordinaire, mais une chanteuse aux talents multiples et variés rappelant une Lilli Lehmann, capable d'interpréter Haendel, Mozart et Verdi, mais aussi de se livrer aux exercices de coloratura du soprano leggero. Son talent d'actrice et sa grande taille (1,75m) lui donnent une imposante présence scénique.

## Biographie
Fille d'une mezzo-soprano ayant abandonné sa carrière, elle se forme d'abord avec sa mère et écoute de nombreux enregistrements. Après des études à l'école Sainte Catherine de Waverley, le plus ancien établissement anglican de Sydney, elle entame à 18 ans de sérieuses études de chant.
Elle débute en 1947 en interprétant Didon dans Didon et Énée de Purcell. En 1949, elle remporte le concours le plus important d’Australie, le Sun Aria, puis grâce à une bourse, part pour l'Angleterre afin d’étudier à l'École d'opéra du Royal College of Music. Elle travaille avec le baryton Clive Carey, ancien élève de Jean de Reszke. En 1951, elle participe à la création de Judith d'Eugène Goossens.

### Début de carrière
Ses débuts européens ont lieu le 28 octobre 1952 à Covent Garden dans le rôle de la Première Dame de Die Zauberflöte (La Flûte enchantée) de Mozart.
Au début de sa carrière, elle travaille le répertoire de soprano dramatique wagnérien, suivant l'exemple de Kirsten Flagstad qu'elle considère comme « la plus grande cantatrice ayant jamais chanté »[réf. nécessaire]. En 1953, elle interprète son premier grand rôle à Covent Garden: Amelia dans Un ballo in maschera de Verdi, suivi d'Aïda du même compositeur. Toujours en 1953, elle participe à la création de Gloriana de Benjamin Britten, composé spécialement pour le couronnement de la reine Élisabeth II.
En 1954, elle épouse le pianiste et chef d’orchestre Richard Bonynge, avec lequel elle avait joué en Nouvelle Galles du Sud, avant le départ pour l'Europe. Il la convainc de se spécialiser dans le bel canto puisqu'elle possède une aisance remarquable dans la colorature et un registre aigu puissant et solaire. De 1954 à 1957, elle aborde avec succès un large répertoire de rôles colorature et dramatiques : Eva dans Die Meistersinger von Nürnberg (Les Maîtres Chanteurs de Nuremberg) de Wagner, Agathe dans Der Freischütz  de Weber, Desdemona dans Otello et Gilda dans Rigoletto de Verdi, Donna Anna dans Don Giovanni de Mozart.
En 1957, elle chante Alcina de Haendel, entreprenant avec ce rôle sa redécouverte des opéras oubliés de la période baroque et belcantiste. En 1958, elle chante Mme Lidoine lors de la première anglaise de Dialogues des Carmélites de Francis Poulenc. Sa carrière internationale se poursuit de succès en succès, jusqu'à ses adieux en 1990 au Sydney Opera House dans Marguerite de Valois des Huguenots en 1990, à l’âge de 64 ans.  

### La «Stupenda»

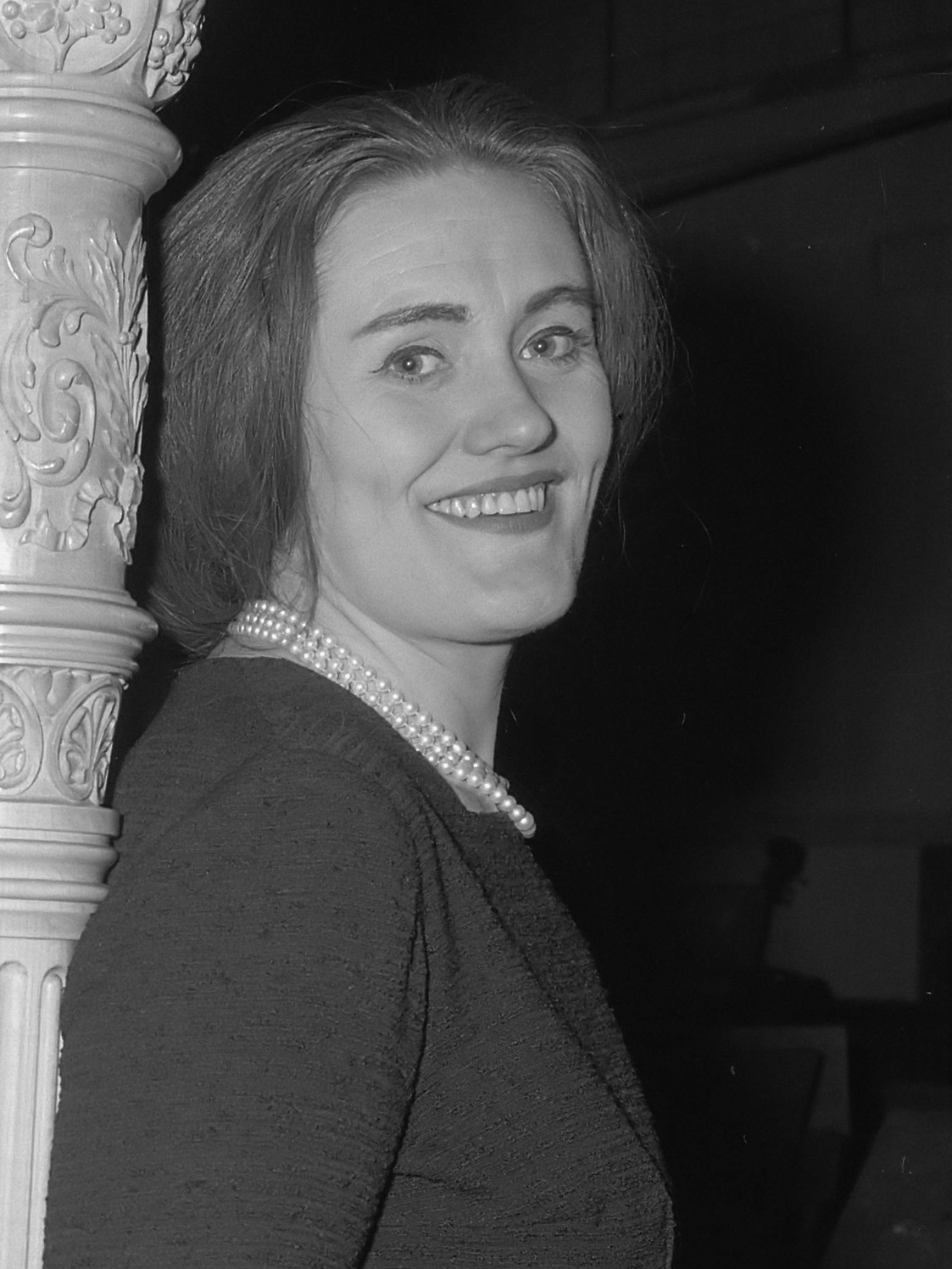
Joan Sutherland (1962).

En 1959, on lui propose de chanter Lucia di Lammermoor à Covent Garden sous la direction musicale de Tullio Serafin, dans une mise en scène de Franco Zefirelli. Ce rôle transforme la carrière de Joan Sutherland et la célèbre « scène de la folie » la propulse au rang de vedette internationale. C'est à cette occasion que le public se rend compte que Joan Sutherland possède une vocalité stupéfiante, celle de soprano dramatique coloratura. En 1960, elle enregistre un disque d’airs d’opéra, L’Art de la Prima Donna, considéré par certains critiques comme l'un des plus remarquables récitals discographiques jamais réalisés.
En 1960, elle se produit à nouveau dans Alcina à La Fenice de Venise où elle gagne le surnom de « Stupenda », qu'elle conservera tout au long de sa carrière puis à Dallas pour ses débuts américains. La même année, elle chante Lucia à l'Opéra de Paris, puis en 1961 à la Scala de Milan et au Metropolitan Opera.
Joan Sutherland ajoute progressivement à son répertoire les grandes héroïnes du bel canto : Violetta dans La traviata de Verdi, Amina dans La sonnambula et Elvira dans I puritani de Vincenzo Bellini en 1960 ; Beatrice di Tenda de Bellini en 1961 ; Marguerite de Valois dans Les Huguenots de Meyerbeer et Semiramide de Rossini en 1962. Elle y ajoute Marie de La Fille du Régiment de Donizetti en 1966 (reprise au Met de New York le 17 février 1972, anniversaire des débuts en Lucia), qui reste un de ses rôles les plus mémorables.
Dans les années 1970, sa voix devient plus expressive et elle améliore sa diction. Elle aborde alors des rôles plus dramatiques comme Maria Stuarda, Lucrezia Borgia de Donizetti ainsi qu’Esclarmonde et Le Roi de Lahore de Jules Massenet. Elle enregistre même une Turandot en 1972, bien qu’elle n’ait jamais chanté le rôle à la scène.
Dans les années 1980, Joan Sutherland qui a atteint la soixantaine, continue à chanter les rôles les plus difficiles grâce à une souplesse vocale et à une technique sans défaut. Elle ajoute Anna Bolena de Donizetti, Amalia dans I masnadieri de Verdi et Adriana Lecouvreur de Cilea à son répertoire. En 1989, Joan Sutherland retrouve Paris pour une seule version concertante de Lucrezia Borgia (avec Martine Dupuy et Alfredo Kraus) au Théâtre des Champs-Elysées, signant là son retour après avoir longtemps boudé la capitale française, soirée marquant également ses adieux à la France. Elle y laisse un public stupéfait par sa virtuosité intacte, sa puissance dramatique et sa maitrise du rôle.

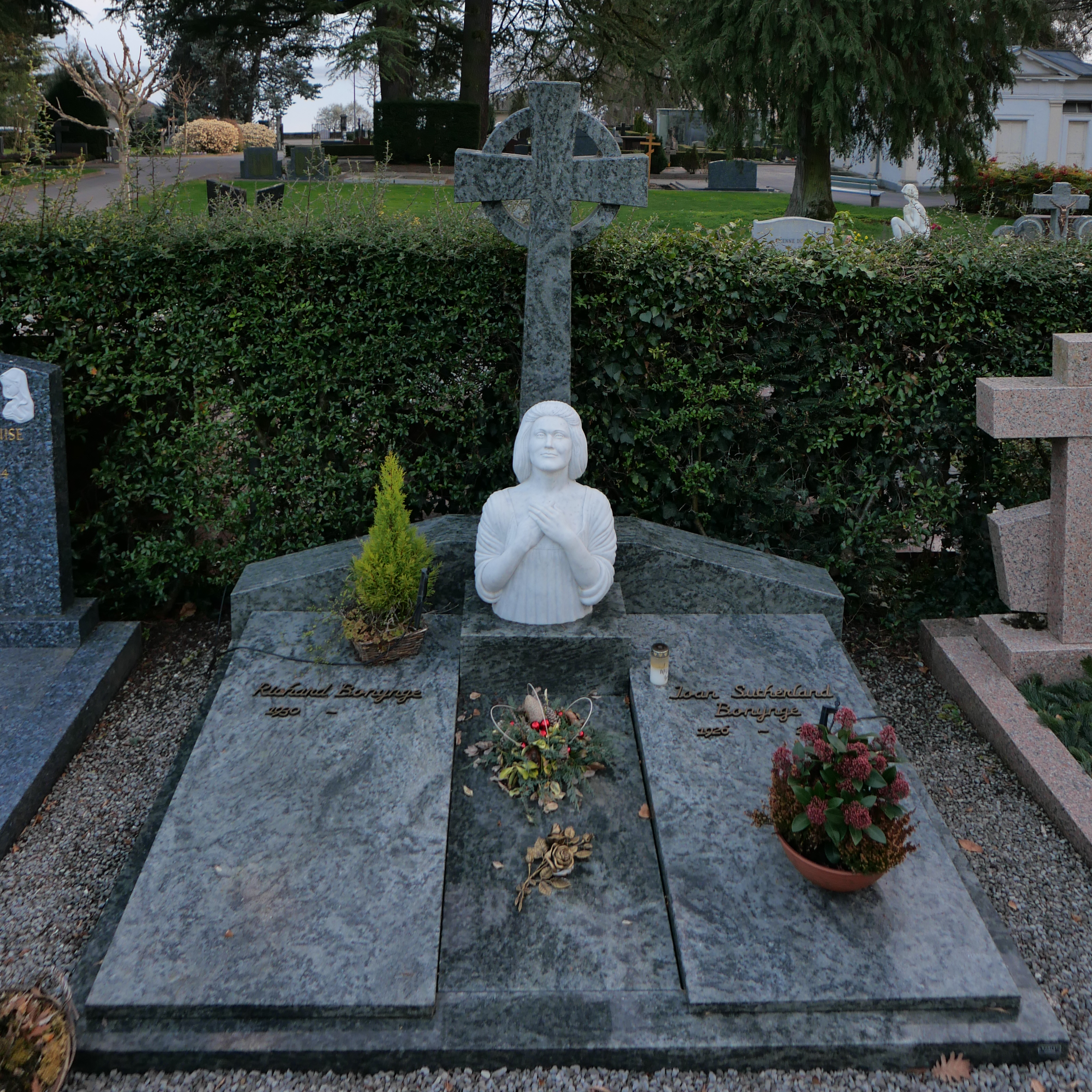
La tombe en 2024.

Sa dernière apparition publique a lieu lors d’une représentation de Die Fledermaus (La Chauve-souris) de Strauss aux côtés de Luciano Pavarotti et Marilyn Horne au Covent Garden de Londres, le 31 décembre 1990. Elle meurt dans sa résidence des Avants (Suisse) le 10 octobre 2010,,. Sutherland a été enterré au cimetière de Clarens VD. À côté de sa tombe se trouve la future demeure définitive de son veuf.
Elle a largement contribué à la redécouverte des opéras de Donizetti (« Donizetti renaissance ») mais n'abordera jamais le rôle d'Elizabeth I dans Roberto Devereux, déclarant ne pas être en mesure d'interpréter ce rôle.

### Récompenses
Joan Sutherland reçoit de nombreuses récompenses et décorations tout au long de sa carrière. En 1961, elle est faite commandeur de l’Empire britannique avant d'être anoblie en 1978. Le 9 juin 1975, Dame Joan Sutherland devient compagnon de l’Ordre d'Australie. En 1991, elle reçoit l’ordre du Mérite, une des plus hautes décorations du Royaume-Uni et d’Australie spécifiquement accordée par la reine.
En 2004, le prix du Kennedy Center lui est décerné pour l’ensemble de sa carrière. Joan Sutherland apparaît dans le jury de nombreux concours internationaux de chant et est la marraine du concours BBC Cardiff Singer of the World. Elle est une des cantatrices ayant eu la carrière la plus longue et ses enregistrements de studio sont des best-sellers pour la plupart. En 2006, elle a reçu le grand prix de l'académie Charles-Cros pour l'ensemble de sa carrière discographique.
Le 22 mai 2007 (année du centenaire de la naissance de la soprano Lina Pagliughi en l'honneur de laquelle le prix a été fondé), elle reçoit au Teatro Comunale de Bologne la Siola d'oro, récompensant l'ensemble de sa carrière.

## Voix
La voix de Joan Sutherland a été louée par de nombreux critiques et professionnels du chant, tant pour la beauté de son timbre que pour son excellente technique. 

### Catégorie vocale
Bien qu'elle soit habituellement classée soprano dramatique colorature,, la voix de Sutherland est difficile à définir selon la classification moderne (FACH system), puisqu'elle a abordé aussi bien des rôles de soprano légère que de soprano lyrique. Elle n'a en revanche interprété certains rôles dramatiques, tels que Turandot ou Isolde, qu'en enregistrement.
Joan Sutherland déclare qu'à ses débuts, elle avait « une voix puissante, plutôt sauvage », qui n'était toutefois « pas assez “lourde” pour chanter le répertoire wagnérien, bien qu'elle ne s'en soit pas rendu compte avant d'entendre “Wagner chanté comme il doit l'être” ».
Elle aborde le chant comme mezzo-soprano, sa mère (qui fut aussi son premier professeur) ne l'ayant jamais – par précaution – entraînée au-delà de cette tessiture, avant que John et Aïda Dickens ne la classent parmi les sopranos dramatiques. Mais lorsqu’elle suit sa formation vocale à Londres, Richard Bonynge remarque que lorsqu’elle chante en dehors des cours, sa voix est plus libre, naturelle, et placée plus haut. Sachant de plus qu’elle a une « oreille relative », il est persuadé que sa tessiture est restreinte et lui fait travailler son registre supérieur.

Dans l'hommage qu'il lui consacre dans Opéra Magazine, Jean Cabourg précise : 

« Les exercices et airs qu’il lui imposait étaient ainsi haussés d’un ton, voire de deux, à l’insu de l’intéressée. Les conseils de Carey et ces exigences nouvelles trouvèrent de la sorte à se concilier dans un soin des notes extrêmes à mi-chemin de la morbidezza d’une émission flûtée et de la franchise du chant di forza, au sens (non péjoratif) que lui donne le bel canto. Sans jamais perdre de vue ce dosage de tête et de poitrine, fondement de l’homogénéité vocale. Qu’il suffise, par exemple, d’écouter (et de voir) Sutherland énoncer les premières notes de Casta diva. Notre Norma, qui restitue pourtant cet air à sa tonalité de sol, noircit cette introduction plus encore que Maria Callas, avec un médium ombré d’harmoniques graves, trompeur sur les capacités de l’interprète à escalader bientôt le haut de la portée. »

Richard Bonynge mettra trois ans pour la convaincre de ses possibilités dans la colorature.

### Puissance et tessiture
En 1972, le critique musical Winthrop Sargeant estime dans le New Yorker que la voix de Sutherland est « aussi large que celle d'une soprano wagnérienne de premier rang ».

Le magazine britannique Opera Britannia décrit « une voix de dimensions véritablement héroïques interprétant du bel canto. Il est peu probable qu'aucune soprano ait déployé autant de puissance dans ce répertoire, Callas et Tetrazzini comprises. Le contraste avec d'autres sopranos dans les mêmes rôles est particulièrement stupéfiant, ces dernières produisant des sons de la taille d'une pointe d'épingle comparés aux cascades sonores apparemment infinies de Sutherland ». Natalie Dessay lui emboite le pas en disant : 

« Elle avait une voix “énorme”, mais elle était capable d’alléger soudain son timbre et de vocaliser rapidement et elle atteignait aussi des notes suraiguës comme une soprano colorature, mais avec une voix colossale, ce qui est très rare. »

Opéra Magazine souligne que « ni soprano dramatischer à l’allemande, ni rossignol à la Jenny Lind, Sutherland pouvait, avec ses trois  octaves, embrasser les tessitures de colorature dramatique ou de sfogato, aussi bien que les lyriques d’agilité à la française ».
Son ambitus s'étend ainsi approximativement  du sol grave (sol2) – atteint dans l'air Non più di fiori de La Clemenza di Tito — au « contre-mi » (mi5) — atteint dans Bel raggio lusinghier de Semiramide ou Mercè, dilette amiche des Vêpres siciliennes.
Son « contre-fa » (fa5) reste sujet à discussion : si elle interpréta la Reine de la nuit de La Flûte enchantée sur scène à Covent Garden en 1962, sous la direction d'Otto Klemperer, les airs étaient – selon certaines sources – transposés un demi-ton plus bas. Elle n'enregistra jamais le rôle complet en disque. Seul le premier air, « O zittre nicht » (avec un seul contre-fa final), est disponible dans sa tonalité d'origine. Mais la note est mal contrôlée, perçante et un peu basse. En revanche, la soprano l'a atteint de façon juste dans le trio Ich bin die erste Sängerin de l'opéra Der Schauspieldirektor. Sutherland, quant à elle, a déclaré avoir atteint le « contre-fa dièse » (fa5), mais préféré s'en tenir au « contre-mi »  (mi5). Son mari confirme qu'il s'agissait d'une tentative « en privé », faite sous le coup de la colère lors d'une séance de travail, pour lui prouver qu'elle ne l'avait pas.

### Timbre et technique
Décrit comme « frais », « argentin » et « semblable à une clochette » jusqu'au début des années 1960, le timbre de Sutherland devient « doré » et « chaleureux » en 1963. Dans les années 1970, « la voix gagne en grave et en caractère. Même voilée et moins transparente, enrichie d'un vibrato absent au début de sa carrière, la tenue et la puissance technique de la voix sont demeurées intactes. » Parlant de la santé vocale de la chanteuse dans les années 80, Opera Britannia évoque une « voix fanée ». Classique News, plus clément, écrit que « le diamant de la voix décline un peu. »

John Steane estime que le spectre vocal de Sutherland se situe presque entre le brillant et le sombre, « ce qui est probablement une des raisons de son grand attrait ». Employant une métaphore, John Yohalem écrit dans Opera Britannia : 

« Dans ma gamme personnelle de couleurs, qui va du rouge voluptueux (Tebaldi),  de l'orange sanguin (Leontyne Price), du violet (Caballé) ou du pourpre (Troyanos) au blanc chaud (Rysanek) ou au vert chartreuse fluide (Sills), Sutherland fait partie des soprano “bleues” – ce qui n'a rien à voir avec le blues au sens musical du terme (Ella Fitzgerald avait une voix “bleue” alors que Billie Holiday avait une voix de blues, ce qui est très différent). 
Diana Damrau est bleue. Mirella Freni tire sur le bleu. Karita Mattila est bleu glacier. Régine Crespin était bleu profond tirant sur le violet. Sutherland était d'un bleu franc (comme le ruban de la Jarretière). Il y a là un flegme qui peut prendre en charge la passion présente dans la musique, mais ne peut en injecter là où la musique en manque. »

En 1971, le Time publie un article comparant Sutherland à sa principale concurrente, Beverly Sills : 

« À l'origine brillante et juvénile, sa voix s'assombrit lorsqu'elle devient colorature. Le médium de Sutherland rappelle celui, célèbre, de Callas — un timbre qui sonne comme si elles chantaient dans le goulot d'une bouteille. Aujourd'hui, la voix de Sutherland attire comme une merveille de la nature, unique comme les chutes du Niagara, ou le mont Everest. La voix de Sills est faite d'une étoffe plus ordinaire […] La voix de Sutherland est plus large, mais son monochrome de peluche la prive d'un pouvoir de transport dans les moments dramatiques. La voix multicolore de Sills, bien que plus fine, projette mieux et possède un tranchant qui peut slicer à travers les orchestres et les chœurs les plus larges. Parfois, il est vrai, elle confine à la stridence. »

L'article juge aussi son sens du rythme inférieur à celui de Beverly Sills dans les airs lents bien qu'elle possède un legato « élégant » et « exemplaire »,.
Peu spontanée dans ses notes les plus graves, Sutherland possède néanmoins un registre inférieur « nourri » qui rappelle le « violoncelle, avec des teintes de Stradivarius ». Mais c'est surtout son aigu, « puissant et rond même dans des registres extrêmement tendus », qui lui valut la célébrité.
La plaçant parmi les « premiers épigones de la Callas », Enrico Stinchelli estime que, sans disposer d'un « timbre attrayant », elle possède une « technique fabuleuse […] : un souffle inépuisable, des trilles di grazia et di forza d'une aisance sans pareil, aigus et suraigus (jusqu'au mi5) d'une rare luminosité, goût pour la variation et la modulation expressive ».
Selon les critiques, le chant sur le souffle de Joan Sutherland est « inégalé » et « qu'il s'agisse de produire grupettos stupéfiants, arpèges, appogiatures, piqués de la taille d'une pointe d'épingle, notes aiguës colossales sans perte de qualité à l'émission, ou encore ce trille inégalé, tout l'arsenal de la colorature est souverainement à ses ordres ». Patrick O'Connor de Gramophone évoque « une merveilleuse facilité à chanter piqué-legato, chaque note étant claire et précise mais reliée aux autres par un flot sonore ininterrompu ». La revue américaine Opera News fait l'éloge d'un « un véritable trille – pas la pure ruse sur laquelle tant d'autres sont obligées de compter ». Ce trille « fluide, rapide, [typique] de l'esthétique baroque » était « si précis qu’il était possible de distinguer deux notes séparées ». Il est si rapide qu'on a l'impression que Sutherland « ne chante qu'une seule note ».
D'un autre côté, sa diction fut souvent critiquée pour son imprécision,,. Ce défaut s'estompera dans les années 1970,. Il y avait également des notes parfois prises trop bas.

## Discographie (non exhaustive)
Joan Sutherland a enregistré la quasi-totalité de ses disques pour la firme Decca, dont une grande partie sous la direction de son mari, Richard Bonynge.

### Opéra
- Vincenzo Bellini
  - Beatrice di Tenda — Joan Sutherland (Beatrice), Luciano Pavarotti (Orombello), Cornelius Opthof (Filippo), Josephine Veasey (Agnese), Joseph Ward (Anichino/Rizzardo), Ambrosian Opera Chorus, London Symphony Orchestra, Richard Bonynge (dir.) - Decca, 1966
  - I puritani — Joan Sutherland (Elvira), Pierre Duval (Arturo), Renato Capecchi (Riccardo), Ezio Flagello (Giorgio), Coro e Orchestra del Maggio Musicale Fiorentino, Richard Bonynge (dir.) - Decca, 1963
  - I puritani - Joan Sutherland (Elvira), Luciano Pavarotti (Arturo), Piero Cappuccilli (Riccardo), Nicolai Ghiaurov (Giorgio), Chorus of the Royal Opera, Covent Garden, London Symphony Orchestra, Richard Bonynge (dir.) - Decca, 1973
  - La sonnambula — Joan Sutherland (Amina), Nicola Monti (Elvino), Fernando Corena (Rodolfo), Sylvia Stahlman (Lisa), Margreta Elkins (Teresa), Coro e Orchestra del Maggio Musicale Fiorentino, Richard Bonynge (dir.) - Decca, 1962
  - La sonnambula - Joan Sutherland (Amina), Luciano Pavarotti (Elvino), Nicolai Ghiaurov (Rodolfo), Isobel Buchanan (Lisa), Della Jones (Teresa), Piero De Palma (Notaro), John Tomlinson (Alessio), London Opera Chorus, National Philharmonic Orchestra, Richard Bonynge (dir.) - Decca, 1980
  - Norma — Joan Sutherland (Norma), Marilyn Horne (Adalgisa), John Alexander (Pollione), Richard Cross (Oroveso), Yvonne Minton (Clotilde), Joseph Ward (Flavio), London Symphony Orchesta and Chorus, Richard Bonynge (dir.) - Decca, 1964
  - Norma — Joan Sutherland (Norma), Montserrat Caballé (Adalgisa), Luciano Pavarotti (Pollione), Samuel Ramey (Oroveso), Diana Montague (Clotilde), Kim Begley (Flavio), Chorus and Orchesta  of the Welsh National Opera, Richard Bonynge (dir.) - Decca, 1984
- Georges Bizet :
  - Carmen - Regina Resnik (Carmen), Mario del Monaco (Don José), Joan Sutherland (Micaëla), Tom Krause (Escamillo), Chœur du Grand Théâtre de Genève, Orchestre de la Suisse Romande, Thomas Schippers (dir.) - Decca, 1963
- Giovanni Bononcini :
  - Griselda — Joan Sutherland (Griselda), Lauris Elms (Ernesto), Monica Sinclair (Gualtiero), Margreta Elkins (Almirena), Spiro Malas (Rambaldo), Ambrosian Opera Chorus, London Philharmonic Orchestra, Richard Bonynge (dir.) - Decca, 1967 (avec Montezuma)
- Léo Delibes :
  - Lakmé — Joan Sutherland (Lakmé), Alain Vanzo (Gérald), Gabriel Bacquier (Nilakantha), Jane Berbié (Malika), Émile Belcourt (Hadji) - Monte Carlo Opera Chorus, Orchestre national de l'Opéra de Monte-Carlo, Richard Bonynge (dir.) – Decca, 1967.
- Gaetano Donizetti :
  - Lucia di Lammermoor — Joan Sutherland (Lucia),  Renato Cioni (Edgardo), Robert Merrill (Enrico), Cesare Siepi (Raimondo) -  Coro e Orchestra dell'Accademia di Santa Cecilia, John Pritchard (dir.) – Decca, 1961
  - Lucia di Lammermoor — Joan Sutherland (Lucia), Luciano Pavarotti (Edgardo), Sherrill Milnes (Enrico), Nicolai Ghiaurov, Chorus & Orchestra of the Royal Opera House, Covent Garden, Richard Bonynge (dir.) – Decca, 1971
  - Lucrezia Borgia — Joan Sutherland (Lucrezia Borgia), Giacomo Aragall (Gennaro), Marilyn Horne (Maffio Orsini), Ingvar Wixell (Don Alfonso), London Opera Chorus, National Philharmonic Orchestra, Richard Bonynge (dir.) - Decca, 1977
  - Maria Stuarda — Joan Sutherland (Maria), Huguette Tourangeau (Elisabeta), Luciano Pavarotti (Leicester), Roger Soyer (Talbot), James Morris (Cecil), Coro del Teatro Comunale di Bologna, Orchestra del Teatro Comunale di Bologna, Richard Bonynge (dir.) – Decca, 1975
- Charles Gounod :
  - Faust — Joan Sutherland (Marguerite), Franco Corelli (Faust), Nicolaï Ghiaurov (Méphistophélès), Robert Massard (Valentin), Margreta Elkins (Siébel), Monica Sinclair (Marthe), Raymond Myers (Wagner), Ambrosian Opera Chorus and Highgate School Choir, London Symphony Orchestra, Richard Bonynge (dir.) – Decca, 1966
- Georg Friedrich Haendel :
  - Alcina — Joan Sutherland (Alcina), Teresa Berganza (Ruggiero), Monica Sinclair (Bradamante), Luigi Alva (Oronte), Graziella Sciutti (Morgana), Mirella Freni (Oberto), Ezio Flagello (Melisso) - London Opera Chorus, London Symphony Orchestra, Richard Bonynge (dir.) – Decca, 1962
  - Giulio Cesare in Egitto (extraits) — Margreta Elkins  (Giulio Cesare), Joan Sutherland (Cleopatra),  Marilyn Horne (Cornelia), Monica Sinclair (Tolomeo),  Richard Conrad (Sesto), New Symphonic Orchestra of London, Richard Bonynge (dir.) – Decca, 1963
  - Rodelinda – Alfred Hallett (Grimoaldo), Raimund Herincx (Garibaldo), Joan Sutherland (Rodelinda), Dame Janet Baker (Eduige), Margreta Elkins (Bertarido), Patricia Kern (Unolfo), Chandos Singers, Philomusica Antiqua Orchestra, Charles Farncombe (dir.) – Opera D'oro OPD 1189 (2 CD), Memories HR 4577-4578 our Living Stage LS 403 35147 (extraits chantés en anglais, enregistré sur le vif le 24 juin 1959)
  - Rodelinda – Joan Sutherland (Rodelinda), Huguette Tourangeau (Bertarido), Eric Tappy (Grimoaldo), Margreta Elkins (Eduige), Cora Canne-Meijer (Unolfo), Pieter Van Den Berg (Garibaldo), Netherlands Chamber Orchestra, Richard Bonynge (dir.)  – Bella Voce BLV 10 7206 (enregistré le 30 juin 1973)
- Jules Massenet :
  - Esclarmonde - Joan Sutherland (Esclarmonde), Huguette Tourangeau (Parséis), Giacomo Aragall (Roland de Blois), Louis Quilico, Clifford Grant - Ambrosian Opera Chorus, National Philharmonic Orchestra, Richard Bonynge (dir.) – Decca, 1975
- Giacomo Meyerbeer :
  - Les Huguenots - Joan Sutherland (Marguerite), Martina Arroyo (Valentine), Huguette Tourangeau (Urbain), Anastasios Vrenios (Raoul de Nangis), Nicolaï Ghiuselev (Marcel), Gabriel Bacquier, Dominic Cossa - Ambrosian Opera Chorus, New Philharmonic Orchestra, Richard Bonynge (dir.) – Decca, 1969
- Wolfgang Amadeus Mozart :
  - Idomeneo — Sergei Baigildin (Idomeneo),  Joan Sutherland (Elettra), Margreta Elkins (Idamante), Henri Wilden (Arbace), Leona Mitchell (Ilia), Australian Opera Chorus, Sydney Elizabethan Orchestra, Richard Bonynge (dir.) – Gala GLH 826 (extraits) ou Celestial Audio CA 060 (extraits), 1979
  - Don Giovanni - Eberhard Wächter (Don Giovanni), Joan Sutherland (Donna Anna), Elisabeth Schwarzkopf (Donna Elvira), Luigi Alva (Don Ottavio), Giuseppe Taddei (Leporello), Graziella Sciutti (Zerlina), Piero Cappuccilli (Masetto),  Gottlob Frick (Il commendatore), London Philharmonia Orchestra, Carlo Maria Giulini (dir.) – EMI, 1959
- Jacques Offenbach :
  - Les Contes d'Hoffmann — Joan Sutherland (Olympia/Antonia/Giulietta/Stella), Plácido Domingo (Hoffmann), Gabriel Bacquier (Lindorf/Coppélius/Miracle/Dappertutto), Orchestre de la Suisse Romande, Orchestre de la Radio suisse romande, Pro Arte de Lausanne, Richard Bonynge (dir.) – Decca, 1972
- Giacomo Puccini :
  - Turandot - Joan Sutherland (Turandot), Montserrat Caballé (Liù), Luciano Pavarotti (Calaf), Nicolaï Ghiaurov (Timur) - London Philharmonic Orchestra, Zubin Mehta (dir.) – Decca, 1972
- Gioachino Rossini :
  - Semiramide - Joan Sutherland (Semiramide), Marilyn Horne (Arsace), John Serge, Joseph Rouleau, Spiro Malas - Ambrosian Opera Chorus, London Symphony Orchestra, Richard Bonynge (dir.) – Decca, 1965
- Ambroise Thomas :
  - Hamlet - Sherrill Milnes (Hamlet) , Joan Sutherland (Ophélie), Barbara Conrad, James Morris, Gosta Winbergh - Chorus and orchestra of the Welsh National Opera, Richard Bonynge (dir.) – Decca, 1983
- Giuseppe Verdi :
  - Rigoletto - Cornell MacNeil, Joan Sutherland (Gilda), Renato Cioni (Il duca), Cesare Siepi (Rigoletto) - Coro e Orchestra dell'Accademia di Santa Cecilia, Nino Sanzogno (dir.) – Decca, 1961
  - La traviata - Joan Sutherland (Violetta), Carlo Bergonzi (Alfredo), Robert Merrill (Germont) - Coro e Orchestra del Maggio Musicale Fiorentino, John Pritchard (dir.) – Decca, 1962
  - La traviata - Joan Sutherland (Violetta), Luciano Pavarotti (Alfredo), Matteo Manugerra (Germont) - National Philharmonic Orchestra, Richard Bonynge - Decca 1979

### Récitals
- The Art of Bel Canto, Richard Bonynge (dir.), Nouvel Orchestre symphonique de Londres et Orchestre symphonique de Londres  – Decca, 1963
- The Art of the Prima Donna, Francesco Molinari-Pradelli (dir.), Orchestre de Covent Garden  – Decca, 1960